# ミーチャ・ニキシュ
- ミチャ・ニキシュ

ミーチャ・ニキシュ（ドイツ語: Mitja Nikisch, 1899年5月21日 - 1936年8月5日）は、ドイツ出身のピアノ奏者、作曲家、指揮者。

## 経歴
1899年、ライプツィヒでアルトゥル・ニキシュの息子として生まれる。ライプツィヒ音楽院でロベルト・タイヒミュラーとヨーゼフ・ペンバウアーにピアノ、シュテファン・クレールに作曲を師事する。1919年からピアノ奏者として活動を始めたが、1925年に自らダンス・ミュージックのオーケストラを立ち上げて指揮者として活動するようになった。1930年代に入ると、ナチスの台頭により次第に演奏活動ができなくなっていった。
1936年、ヴェネツィアにて自ら命を絶った。

## ディスコグラフィ
- Wolfgang Amadeus Mozart; Mitja Nikisch; Rudolf Schulz-Dornburg (1935). Klavierkonzert d-moll K.-V. Nr. 466. Telefunken. OCLC 909126351
- Mitja Nikisch (unknown). Madelon dream waltz. Parlophon. OCLC 725263671
- Irving Berlin; Mitja Nikisch (1930s). I can't do without you = Ich kann nichts ohne dich. Parlophon. OCLC 898312620

## 脚注

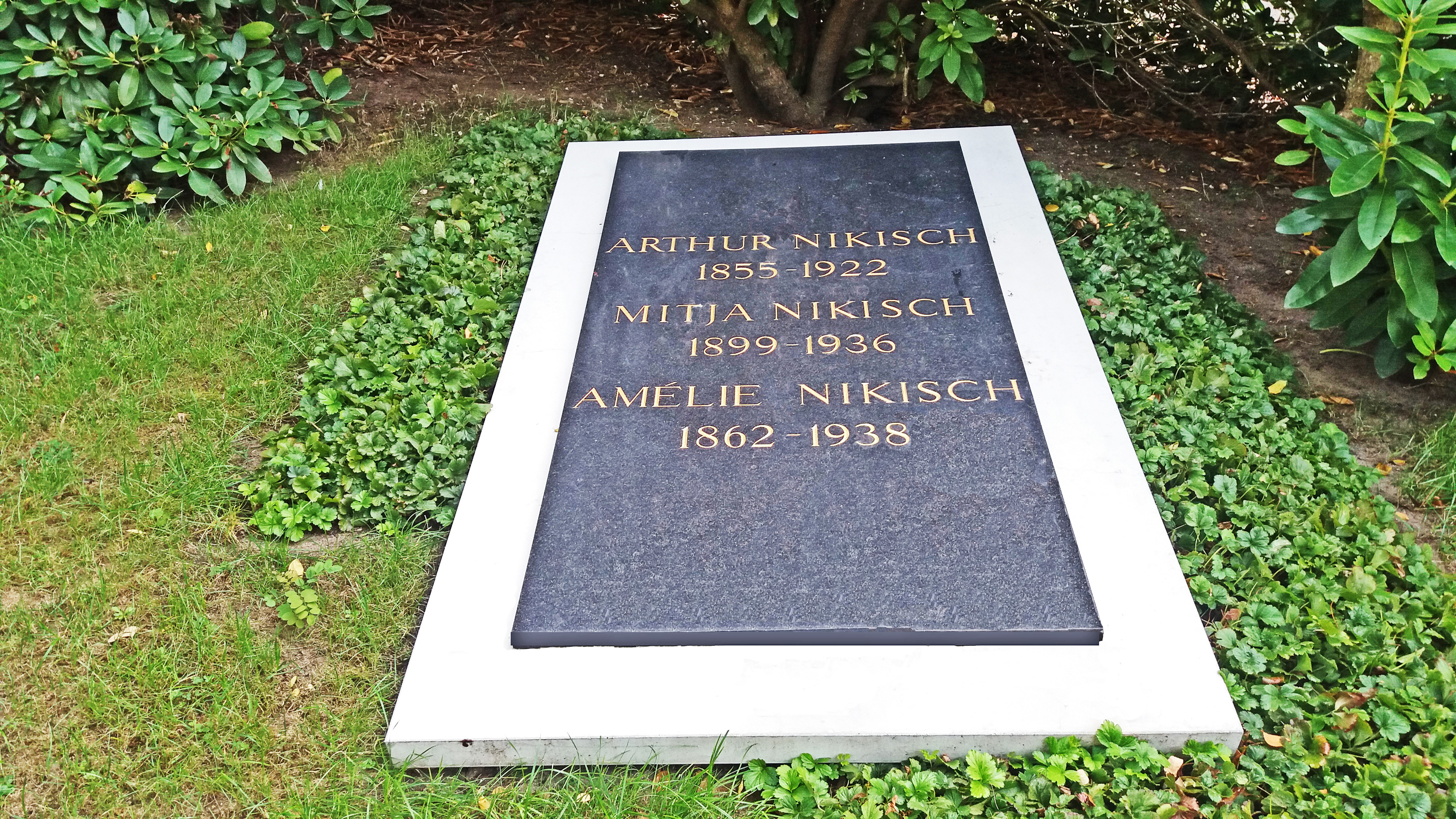
墓